# 네오오토
네오오토(Neooto Co., Ltd.)는 대한민국의 자동차 변속기 부품기업이다. 본사는 서울특별시 종로구 새문안로5길 19, 6층(당주동, 로얄빌딩)에 위치해 있으며 대표이사는 정현철, 김선현이다. 전기차 적용 감속기를 개발하였으며 아이오닉6용 변속기를 양산한다

## 상장
2015년 11월 18일에 공모가 12,000원에 상장하였다.

## 참고문헌
1. ↑  양예훈, 한국IR협의회 기술분석보고서-네오오토, 2020.10.22.
2. ↑  네오오토, 전기차 적용 감속기 자체 설계 개발 성공...완성차 협의진행↑, 매일, 2023-05-10
3. ↑  변속기 전문 제조사 네오오토, 현대차 전기차 가속화 전략에 수혜 기대, 디일렉, 2022.03.08